# Bornheim (Rheinland)
Bornheim (Rheinland) este un oraș situat în sudul landulului Renania de Nord-Westfalia, Germania. Prin poziția sa centrală între Bonn și Köln, orașul s-a dezvoltat economic devenind al treilea oraș ca mărime din districtul Rhein-Sieg.
Apeductul roman din Eifel spre Köln, trece prin cartierele sale Waldorf, Walberberg și Merten.

## Geografie
Bornheim se află situat pe malul stâng al Rinului în Kölner Bucht, la est de Vorgebirge. Punctul cel mai înalt din oraș este pe Hennesenberg (164,8 m) în cartierul Brenig, iar punctul cel mai jos este lângă Rin la Widdig (46,6 m).
Orașul se învecinează în partea de sud cu Bonn, Alfter și Swisttal, în sud-vest cu Weilerswist, în vest Brühl (Rheinland) și Wesseling, în nord Rinul, iar în est Niederkassel.

## Impărțire administrativă
Bornheim are 14 cartiere: Brenig, Dersdorf, Hemmerich, Hersel (R), Kardorf, Merten, Rösberg, Roisdorf, Sechtem, Uedorf (R), Walberberg, Waldorf și Widdig (R). R=localitate pe Rin

## Istoric
Ținutul este o regiune locuită din timpuri străvechi de om, la est de Vorgebirge pe terasa de loess de pe malul stâng al Rinului, între Bornheim și Sechtem este o zonă care atesteză acest lucru prin numeroasele urme arheologice. Aceste urme constau din morminte, unelte de piatră, ca și obiecte din epoca bronzului sau fierului. De asemenea în apropire se află două cetăți Fliehburg, aceste sunt fortificații simple din timpul celților și germanilor. Prezența romanilor este documentată de apeducte care leagă Kölnul (Colonia) de regiunea Eifel, Eifelwasserleitung, sau așezarea romană Colonia Claudia Ara Agrippinensium de lângă Bonn.
La fel se pot găsi urme ale francilor, reprezentate prin morminte, sau denumirile de localtăți cu sufixul „-heim”: Bornheim, Mehlem, Mülheim (Bonn), Schweinheim, Stockheim, Holzem, Nieder-/Oberbachem, Ließem, Hochheim, Stockem etc.

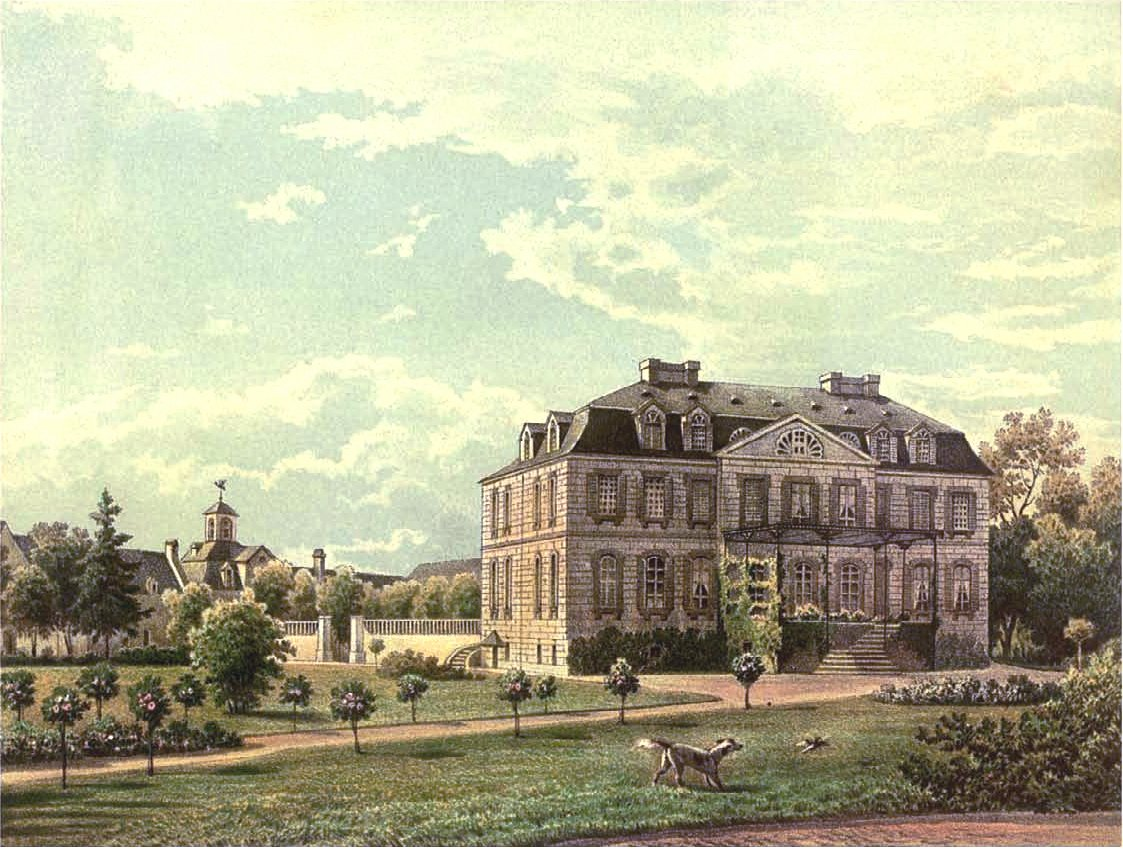
Castelul Bornheim, Litografie secolul XIX

La începul era numit „Brunheim“ în Bongau (945) și aparținea ducatului Ehrenfried, fiind un nod comercial pe drumul Köln - Aachen. In anul 1272 este amintit sub denumirea de „Connixstroß” care marchează existența cartierului Wittheich“. Prin secolul X și XI au fost aproape toate satele din regiune donate (latină dotalis - zestre), dăruite nobililor și mănăstirilor din regiunea Köln și Bonn, aceasta a determinat cavalerii de a construi cetăți pe teritoriile primite. Familia nobililor de Bornheim este pentru prima oară amintit în anul 1107, iar în anul 1147 este pentru prima oară amintită cetatea Bornheim.

## Atracții turistice
Teritoriul ce aparține de oraș se întinde pe o suprafață de 83 km², aici se îmbină armonios elementele urbane cu cele rurale. Ca atracție turistică se pot aminti regiunea împădurită Kottenforst la sud Ville (204 m) și la nord parcul natural Rheinland. La fel în localitate sunt numeroase monumente istorice, biserici, mănăstiri, cetăți și alte urme istorice.